# Чемпіонат світу з літнього біатлону 2021
26-й чемпіонат світу з літнього біатлону пройшов в чеському місті Нове Место-на-Мораві на спорткомплексі «Vysočina Arena» з 26 по 29 серпня 2021 року..
Серед дорослих спортсменів та юніорів було розіграно 12 комплектів медалей з таких біатлонних дисциплін: суперспринт, спринт, гонка переслідування.

## Учасники
У чемпіонаті брали участь 23 національні команди:

- Бельгія (5)
- Боснія і Герцеговина (2)
- Велика Британія (6)
- Гренландія (1)
- Греція (4)
- Естонія (6)
- Казахстан (5)
- Латвія (10)
- Литва (6)
- Молдова (11)
- Польща (14)
- Румунія (15)
- Сербія (1)
- Словаччина (7)
- Словенія (17)
- Союз біатлоністів Росії (СБР) (23)
- США (1)
- Туреччина (5)
- Угорщина (3)
- Україна (24)
- Фінляндія (3)
- Чехія (23)
- Японія (1)

## Збірна України
Збірна України була представлена в такому складі.
Чоловіки: Андрій Доценко, Денис Насико, Руслан Бригадир, Сергій Телень, Віталій Труш,  Андрій Орлик
Жінки: Юлія Джіма, Олена Білосюк (Підгрушна), Дар'я Блашко, Ольга Абрамова, Анна Кривонос, Надія Бєлкіна
Юнаки: Роман Боровик, Дмитро Грущак, Степан Кінаш, Віталій Мандзин, Владислав Чихарь, Володимир Кошман
Дівчата: Христина Дмитренко, Юлія Городна, Олександра Меркушина, Оксана Москаленко, Анна Скрипко, Любов Кип'яченкова

## Розклад
Розклад чемпіонату

(час місцевий — UTC+1)
| Дата      | Час   | Гонка                                 |
| --------- | ----- | ------------------------------------- |
| 26 серпня | 13:05 | Суперспринт — кваліфікація (юніорки)  |
| 26 серпня | 14:35 | Суперспринт (юніорки)                 |
| 26 серпня | 15:50 | Суперспринт — кваліфікація (юніори)   |
| 26 серпня | 17:25 | Суперспринт (юніори)                  |
| 27 серпня | 13:05 | Суперспринт — кваліфікація (жінки)    |
| 27 серпня | 14:35 | Суперспринт (жінки)                   |
| 27 серпня | 15:50 | Суперспринт — кваліфікація (чоловіки) |
| 27 серпня | 17:25 | Суперспринт (чоловіки)                |
| 28 серпня | 10:15 | Спринт, юніорки, 6 км                 |
| 28 серпня | 12:00 | Спринт, юніори, 7,5 км                |
| 28 серпня | 15:45 | Спринт, жінки, 6 км                   |
| 28 серпня | 17:45 | Спринт, чоловіки, 7,5 км              |
| 29 серпня | 11:15 | Гонка переслідування, юніорки, 7,5 км |
| 29 серпня | 13:15 | Гонка переслідування, юніори, 10 км   |
| 29 серпня | 15:30 | Гонка переслідування, жінки, 7,5 км   |
| 29 серпня | 17:15 | Гонка переслідування, чоловіки, 10 км |

## Результати змагань чемпіонату

### Юніори

#### Дівчата
| Гонка:                                         | Золото:                | Час               | Срібло:              | Час             | Бронза:                  | Час             |
| Суперспринт, юніорки Протокол                  | Анастасія Горєєва СБР  | 23:16.5 (1+3+0+1) | Саніта Буліна Латвія | +6,3 (1+2+2+1)  | Тереза Воборнікова Чехія | +13.3 (3+1+0+1) |
| Спринт, юніорки 6 км Протокол                  | Анастасія Шевченко СБР | 18:13.3 (0+0)     | Саніта Буліна Латвія | +10,6 (1+0)     | Лена Репінц Словенія     | +21.4 (1+0)     |
| Гонка переслідування, юніорки, 7,5 км Протокол | Анастасія Шевченко СБР | 21:52.5 (1+0+1+0) | Еніко Мартон Румунія | +31.0 (1+0+1+1) | Саніта Буліна Латвія     | +38,9 (0+2+0+2) |

#### Юнаки
| Гонка:                                      | Золото:                | Час               | Срібло:                | Час            | Бронза:                    | Час             |
| Суперспринт, юніори Протокол                | Вітезслав Хорніг Чехія | 20:00.2 (0+0+2+1) | Томаш Мікіска Чехія    | +1.4 (0+0+2+1) | Дмитро Шамукаєв СБР        | +11.6 (1+0+1+0) |
| Спринт, юніори, 7,5 км Протокол             | Томаш Мікіска Чехія    | 20:37.9 (1+0)     | Вітезслав Хорніг Чехія | +10.3 (0+1)    | Томаш Скленарік Словаччина | +50.6 (1+1)     |
| Гонка переслідування, юніори 10 км Протокол | Томаш Мікіска Чехія    | 27:56,1 (3+2+0+0) | Йонас Маречек Чехія    | +4,3 (2+0+0+0) | Вітезслав Хорніг Чехія     | +8,0 (1+2+1+1)  |

### Дорослі

#### Жінки
| Гонка:                                      | Золото:                       | Час               | Срібло:                | Час            | Бронза:                   | Час            |
| Суперспринт, жінки Протокол                 | Маркета Давідова Чехія        | 22:43.5 (1+0+1+1) | Юлія Джіма Україна     | +2.9 (0+0+1+1) | Ірина Казакевич СБР       | +6.6 (0+0+2+3) |
| Спринт, жінки 6 км Протокол                 | Моніка Гойніш-Старенга Польща | 16:56.4 (1+0)     | Маркета Давідова Чехія | +11.1 (0+0)    | Полона Клеменчич Словенія | +21.0 (0+0)    |
| Гонка переслідування, жінки 7,5 км Протокол | Маркета Давідова Чехія        | 20:57,3 (2+1+0+0) | Юлія Джіма Україна     | +0,8 (0+1+0+0) | Тамара Дербушева СБР      | +8,4 (0+0+0+0) |

#### Чоловіки
| Гонка:                                        | Золото:             | Час               | Срібло:                 | Час             | Бронза:                 | Час             |
| Суперспринт, чоловіки Протокол                | Георге Бута Румунія | 19:36,5 (0+0+0+0) | Ярослав Костюков СБР    | +11,0 (0+1+1+0) | Флоран Клод Бельгія     | +31.6 (0+1+0+1) |
| Спринт, чоловіки 7,5 км Протокол              | Міхал Крчмарж Чехія | 19:18,5 (0+0)     | Матей Балога Словаччина | +10,2 (0+0)     | Корнель Пуч'яну Румунія | +23.1 (2+0)     |
| Гонка переслідування, чоловіки 10 км Протокол | Міхал Крчмарж Чехія | 27:01,5 (0+0+0+1) | Флоран Клод Бельгія     | +15,7 (2+0+1+1) | Ярослав Костюков СБР    | +15,9 (1+0+0+0) |

## Медальний залік
| Місце | Країна     |   |   |   | Всього |
| ----- | ---------- | - | - | - | ------ |
| 1     | Чехія      | 7 | 4 | 2 | 13     |
| 2     | СБР        | 3 | 1 | 4 | 8      |
| 3     | Румунія    | 1 | 1 | 1 | 3      |
| 4     | Польща     | 1 | 0 | 0 | 1      |
| 5     | Латвія     | 0 | 2 | 1 | 2      |
| 6     | Україна    | 0 | 2 | 0 | 2      |
| 7     | Бельгія    | 0 | 1 | 1 | 2      |
| 7     | Словаччина | 0 | 1 | 1 | 2      |
| 9     | Словенія   | 0 | 0 | 2 | 2      |

| Місце | Країна     |   |   |   | Всього |
| ----- | ---------- | - | - | - | ------ |
| 1     | Чехія      | 4 | 1 | 0 | 5      |
| 2     | Румунія    | 1 | 0 | 1 | 2      |
| 3     | Польща     | 1 | 0 | 0 | 1      |
| 4     | СБР        | 0 | 1 | 3 | 4      |
| 5     | Україна    | 0 | 2 | 0 | 2      |
| 6     | Бельгія    | 0 | 1 | 1 | 2      |
| 6     | Словаччина | 0 | 1 | 0 | 1      |
| 7     | Словенія   | 0 | 0 | 1 | 1      |

| Місце | Країна     |   |   |   | Всього |
| ----- | ---------- | - | - | - | ------ |
| 1     | Чехія      | 3 | 3 | 2 | 8      |
| 2     | СБР        | 3 | 0 | 1 | 4      |
| 3     | Латвія     | 0 | 2 | 1 | 3      |
| 4     | Румунія    | 0 | 1 | 0 | 1      |
| 5     | Словаччина | 0 | 0 | 1 | 1      |
| 5     | Словенія   | 0 | 0 | 1 | 1      |